# Харисън (окръг, Индиана)
Вижте пояснителната страница за други значения на Харисън.
Окръг Харисън (на английски: Harrison County) е окръг в щата Индиана, Съединени американски щати. Площта му е 1261 km², а населението е 39 654 души (1 април 2020). Административен център е град Коридън.